# László Egyed

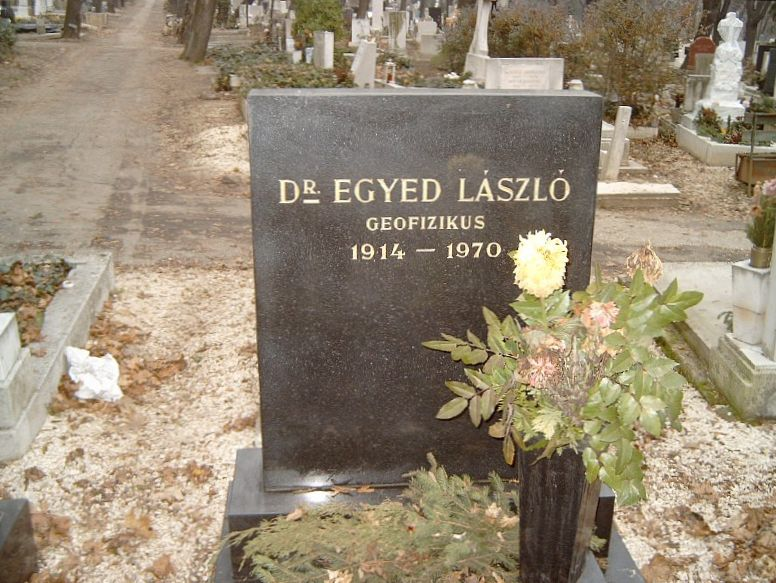
Graf van László Egyed

László Egyed [ˈlaːsloː ˈɛɟɛd] (12 februari 1914 - 1970) was een Hongaars geofysicus.
Egyed publiceerde meer dan 100 wetenschappelijke artikelen en in 1956 het handboek A Föld Fizikája (Hongaars voor “fysica van de vaste Aarde”). Hij was een aanhanger van de expansietheorie, die tot in de jaren zeventig dankzij de Australische geoloog Sam Carey als alternatief voor de theorie van plaattektoniek werd gezien.
Egyed berekende dat de straal van de Aarde jaarlijks met ongeveer 1 mm toeneemt. In het Cambrium was de aardstraal volgens hem maar 500 km, vergeleken met de meer dan 6000 km van tegenwoordig. Een mogelijke toename van de gravitatieconstante, die door geofysisch onderzoek was ontdekt, kon hij verklaren met faseovergangen in het binnenste van de Aarde, die bij het uitzetten van de Aarde optreden. Tegenwoordig wordt het onmogelijk geacht, dat de Aarde uitzet.
Na Egyeds dood is de László-Egyed-Medaille naar hem genoemd.